# 坂坦道

代表作「丘の上のクラーク」

坂 坦道（さか たんどう、1920年（大正9年）11月6日 - 1998年（平成10年））は、日本の彫刻家。本名は青嵐（せいらん）。

## 経歴
1920年（大正9年）11月6日、石川県珠洲郡内浦町恋路で生まれた。父は油彩画家の坂寛二、祖父は日本画家の坂靄舟という画家一家で、坦道も当初は画家を目指した。しかし、色覚異常であったため彫刻の道に進んだ。1930年（昭和5年）小学校3年の時に父の死亡により、母とともに北海道札幌市に移住した。1938年（昭和13年）北海中学校（現在の北海高等学校）卒業。1939年（昭和14年）東京美術学校彫刻科に入学、在学中の1943年（昭和18年）新文展（のちの日展）に初入選した。同年学徒出陣により陸軍入隊、タイ・バンコクで終戦を迎え、10か月の捕虜生活を経て日本に帰国した。
戦後は中学校の美術教諭や百貨店勤務のかたわら彫刻を制作し、1964年（昭和39年）「青年像」が日展で特選を受賞、1966年（昭和41年）には日展会員となり、北海道を代表する彫刻家となった。1964年（昭和39年）からは北海道女子短期大学助教授（翌年教授）となった。1982年（昭和57年）日彫展で「酔っぱらい」が西望賞を受賞し、同年札幌市民芸術賞も受賞した。1976年（昭和51年）には代表作となる「丘の上のクラーク」を製作した。長女の回想によれば、クラークばかりが有名になり「クラークだけが俺の作品じゃない」と話していたという。
作家活動の一方で、北海道女子短期大学で長く教授を務め、1990年文部大臣より教育功労賞を受けた。1995年（平成7年）北海道女子短期大学名誉教授。作風として道化師などの特徴的な人物像を得意としたが、初期には世相を色濃く反映した人物像も制作していた。
1998年（平成10年）77歳で死去。死後、2008年に遺族の所有していた作品群が能登町に寄贈され、2009年（平成21年）能登町内浦庁舎に常設の坂坦道作品展示場が設けられた。

## 参考
- 広報のと第56号 (PDF)  - 能登町、平成21年10月発行（2012年1月19日閲覧）
- 特集 坂寛二・坂坦道[リンク切れ] - 石川県立美術館（2012年1月19日閲覧）
- 坂家の巨匠たち[リンク切れ] - 陶工房空（坦道の長女が運営する陶器工房）（2012年1月19日閲覧）
- 坂家三代の芸術家　(2024年7月15日閲覧)